# Брусова
Бру́сова — річка в Полтавській області, права притока річки Хоролу (басейн Дніпра). Тече територією Семенівського району.
Орієнтовна довжина 15 км. Бере початок на околицях села Землянки, тече переважно на північ через села Брусове і Василівка. Далі тече системою каналів іпадає у Хорол між селами Заїчинці і Чаплинці.